# Rivignano
Rivignano là một đô thị ở tỉnh Udine trong vùng Friuli-Venezia Giulia thuộc Ý, có cự ly khoảng 70 km về phía tây bắc của Trieste và khoảng 25 km về phía tây nam của Udine. Tại thời điểm ngày 31 tháng 12 năm 2004, đô thị này có dân số 4.269 người và diện tích là 30,5 km².
Đô thị Rivignano có các frazioni (đơn vị cấp dưới, chủ yếu là các làng) Ariis, Flambruzzo, Sivigliano, và Sella.
Rivignano giáp các đô thị: Bertiolo, Pocenia, Ronchis, Talmassons, Teor, Varmo.